# マーチンベーカー・エアクラフト
マーチンベーカー・エアクラフト（Martin-Baker Aircraft Co. Ltd.）は、イギリスの航空機用安全装備関連機器メーカーである。
射出座席製造のパイオニアとして広く知られているが、かつては航空機も製造していた。本社はバッキンガムシャーのハイアー・デナムにあり、その他の事業所がフランス、イタリア、アメリカ合衆国にある。
世界の93の国・地域の軍用機に射出座席を供給している。マーチンベーカー製の座席は200機種以上の固定翼機と回転翼機に取り付けられており、最近ではF-35にも採用されている。
第二次世界大戦後の1946年に初めて飛行中の航空機から人間の射出テストを行って以来2020年時点で合計7,619名のパイロットの命を自社製射出座席で救ったと公表しており、公式サイトのトップでは、生存者数を随時カウントしている。
さらに、ヘリコプターや固定翼機向けに設計された耐衝撃座席も製造しており、2012年時点で2万席以上の耐衝撃座席を納入している。同社は同族経営企業であり、ジェームズ・マーティンの2人の息子が経営している。
なお、アメリカの航空機メーカーであるマーティン社（現ロッキード・マーティン）とは無関係である。

## 歴史
「マーチンの航空機工場」（"Martin's Aircraft Works"）は元々1934年にジェームズ・マーティン（後にサーを受勲）が航空機製造業者として設立した。この工場は1920年代終わりに操業を開始し、MB1、MB2、MB3、MB5の4機種の試作機の設計/製作が行われた。MB1の設計と試験の間にマーティンとヴァレンタイン・ベイカー大尉は友好を深め、共同して「マーチンベーカー」社（"Martin-Baker Aircraft Company Ltd"）を設立した。
マーティンとベイカーは1930年代初めにMB1という通常とは異なる構造の複座低翼単葉機を設計した。この機体は座席の背後の胴体内にデ・ハビランド ジプシー エンジンを搭載し、並列に座る操縦士と乗客の間を貫通するドライブシャフトで固定ピッチのプロペラを駆動していた。この計画は資金の逼迫により途中で放棄されたが、胴体とエンジンの搭載までは完成していた。マーチンベーカー社はラウル・ハフナー設計のオートジャイロも1機製作し、2人とって初めての完成機となるこの機体は後にヘストン飛行場でベイカー大尉の操縦で試験が行われた。
1935年にマーティンとベイカーは複座の小型ツーリング機マーチン・ベイカー MB 1を設計し、飛行させた。1938年に飛行したネイピア ダガー エンジンを搭載したマーチン・ベイカー MB 2は初の軍用機であり、熱帯地域で使用する戦闘機を求めた航空省要求仕様 F.5/34に合致するように設計されたプライベートベンチャーの機体であった。M.B.2は試験にかけられたがこの機体にしろ他の機体にしろ要求仕様F.5/34で採用された機体は無かった。
- マーチン・ベイカー MB 3（1942年）: ネイピア セイバー エンジン搭載の6門の機関砲を装備した単発戦闘機;ベイカー大尉はこの試作機の試験中に墜落して死亡した[5]。
- マーチン・ベイカー MB 4（1943年）: ロールス・ロイス グリフォン エンジン搭載の単発戦闘機。設計段階でキャンセル。

1944年に初飛行を行ったマーチン・ベイカー MB 5はMB 3の試作2号機として始まったが鋼管フレーム式の胴体を持つように大幅に設計が改められていた。本機はグリフォン エンジンで二重反転プロペラを駆動していた。
- マーチン・ベイカー MB 6（1945年）: ばね仕掛けのスイングアームで作動するゼロ/ゼロ方式の射出座席を装備した第二次世界大戦時のジェット戦闘機の計画機。
- マーチン・ベイカー MB 7（1946年）Black Bess: 戦後の迎撃機/高速度試験機の計画。縮小型の飛行模型が製作されたが1947年にキャンセル。

マーチンベーカー社は第二次世界大戦中にはスーパーマリン スピットファイア機用の防弾座席といった航空機部品を製造していた。1944年に同社は航空生産省から高速度を飛行する戦闘機から搭乗員を安全に脱出させることが可能な射出座席の研究を持ちかけられた。

## 射出座席

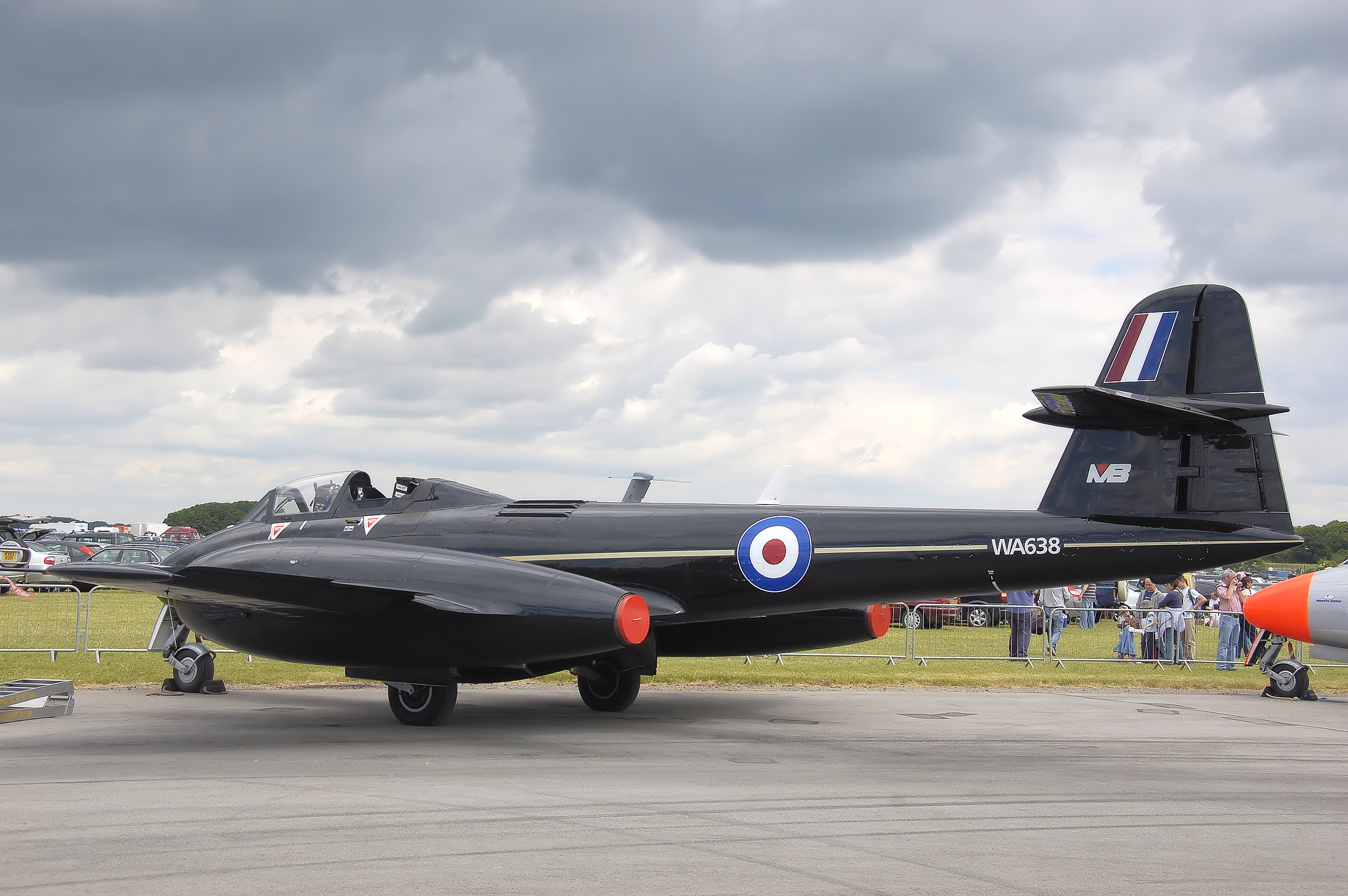
射出座席の試験に使用されたマーチンベーカー社所有のグロスター ミーティア WA638機

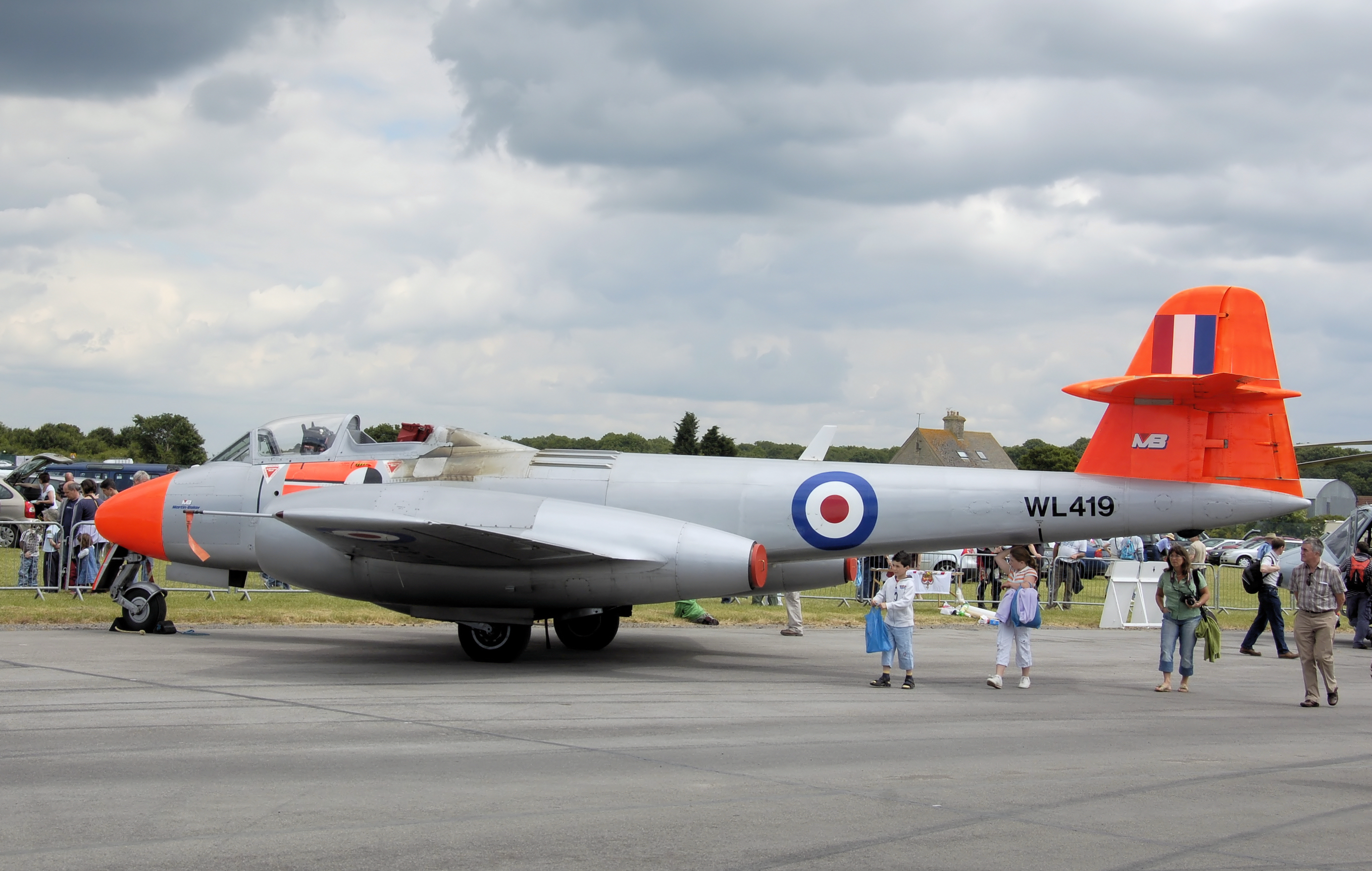
ミーティア WL419機も射出座席の試験に使用された

マーチンベーカー社はドイツとスウェーデンが同様の機構を計画した1938年に数年先だつ1934年から射出座席の研究を始めていた。同社は火薬の爆発力で作動する射出座席が最適な策であると結論に達した。1942年の試験飛行中のベイカーの死はマーチンに操縦士の安全性を確保することが自身の主たる目標であるとの認識をさせることに重大な影響を与え、後に会社を射出座席に特化した企業へと変えることとなった。
1944年にジェームズ・マーティンは操縦士の脱出の補助となる機構を備えた戦闘機を開発する可能性調査のために当時の航空生産省に招かれた。幾つかの脱出方法を検討してみると、最も効果的で安全な方法は乗員を座らせたまま座席を強制射出することであり、これを最も効率的に行うのは火薬の爆発によるものであることが間もなく判明した。射出後に操縦士は座席と分離し、通常の方法と同じく開傘索を引いてパラシュートを開いて降下した。
当時は人体が圧縮力を生じる上向きの推進力というものに耐え得るかということについての情報が無かった。航空機のカタパルトからの発進による水平方向にかかる幾分弱い"g"に関するデータはあったが、これはこの新しい問題には適用できなかった。それ故に人体が耐え得る上向き"g"の値を見極めるための試験を実施する必要性が生じ、ほぼ垂直の方向に搭乗員の重量を搭載した座席の射出と発生する加速度の測定という案が承認された。
1本の脚がガイドレールとなった三脚状の高さ16フィートの試験リグが製作された。発火した薬莢により作動する2本の伸縮式チューブでできた銃により座席がガイドレールに沿って上昇した。ガイドレールには３インチ毎にラチェット状のストッパーが設けてあり、これにより座席はガイドレールの終端で自動的に停止するようになっていた。
実験は人体が耐え得る上向き加速度の限界を計るために行われた。200 lbの荷重をかけた座席での最初のダミー射出が1945年1月20日に行われ、4日後にマーチンベーカー社の実験技術員の1人バーナード・リンチ（Bernard Lynch）が初めてリグ上で４フィート8インチの高さまで打ち上げられる「生身」の着座を実施した。更に3回の試験を行い10フィートの高さに到達するまでに徐々に薬莢の炸薬量が増やされたが、この段階でリンチはかなりの身体的苦痛に襲われたと報告した。1946年7月24日にオックスフォードシャーのチャルグローブ飛行場上空で高度8,000フィート (2,400 m)を対気速度計上320マイル毎時 (510 km/h)で飛行するグロスター ミーティアからリンチを射出した初の実地テストは成功を収めた。
実際に配備されてから初めて射出座席を使用したのは1949年5月のアームストロング・ホイットワース AW.52全翼実験機のパイロットであった。
マーチンベーカー社は低高度/低速度でも使用が可能となるように射出座席の作動領域を拡大する面でもパイオニアであり、ついには射出座席に高度0/速度0でも使用可能なゼロ・ゼロ射出能力を持たせるまでになった。
マーチンベーカー社は自社製の射出座席で生還した人々に対するネクタイ、バッジ、認証書、ネクタイピンや会員証を作成して「イジェクション・タイ・クラブ」（"Ejection Tie Club,"）のスポンサー活動を行っている。1957年にこのクラブが設立されて以来2012年までに5,800名がここの会員に登録されている。

## 運営

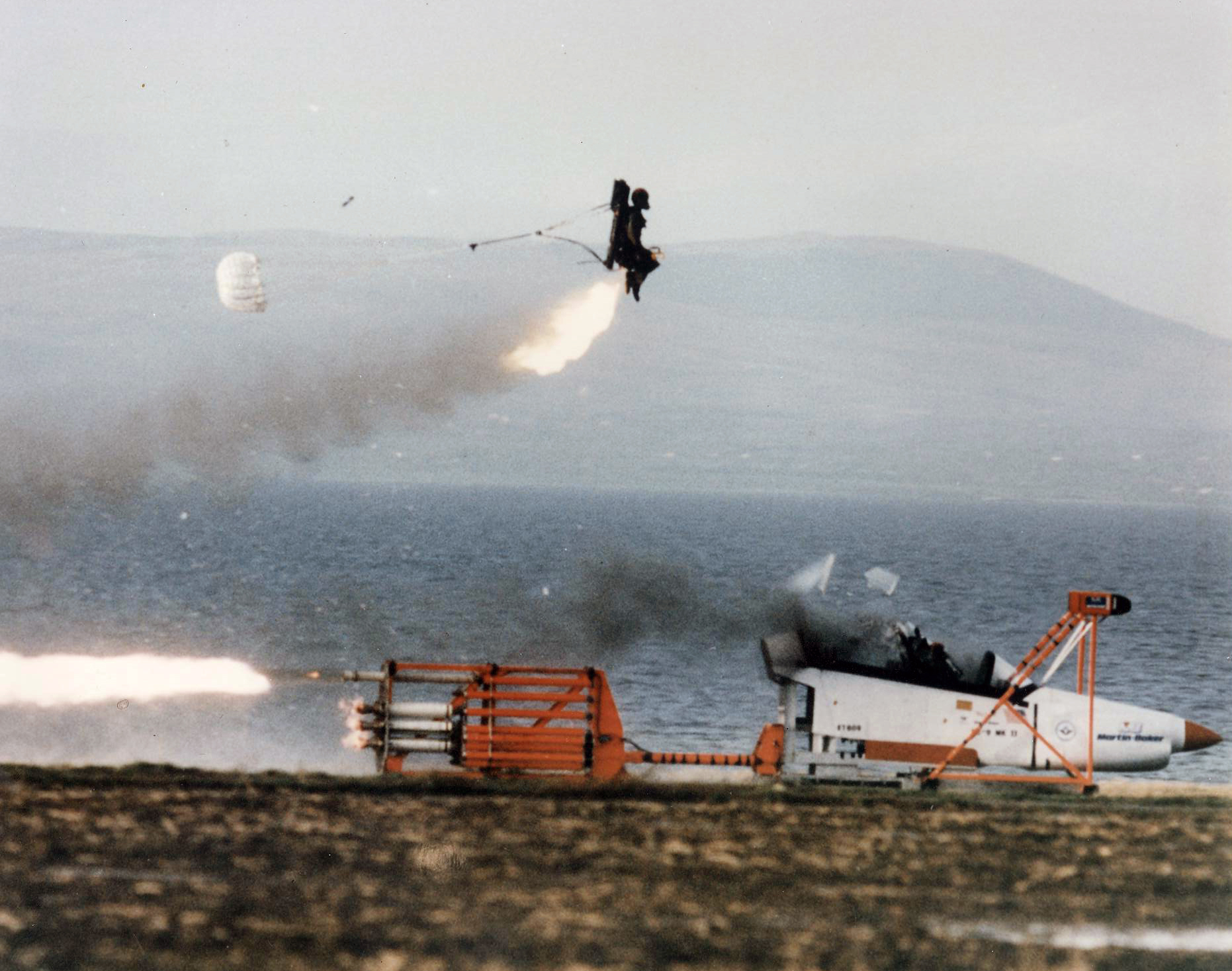
ピラタス PC-9用マーチンベーカー製射出座席のテスト風景（1993年頃）

マーチンベーカー社は射出座席の実動テストのためにオックスフォードシャーにチャルグローブ飛行場という自前の飛行場を所有している。テスト用に2つ目の飛行場（カウンティ・アントリムのCrumlin近くの元ラングフォード・ロッジ空軍基地）も使用しており、6,200フィート (1,900 m)の高速ロケットスレッドコースが併設されている。
WL419とWA638の2機のグロスター ミーティアがマーチンベーカー社でフライングベッド機として使用されている。初期の射出座席の開発に使用されたもう1機のミーティア（WA634）がコスフォード空軍基地にあるイギリス空軍博物館に保管されている。